# Coamo (Puerto Rico)
Coamo ist eine der 78 Gemeinden von Puerto Rico.
Sie liegt im Süden von Puerto Rico. Sie hatte 2019 eine Einwohnerzahl von 38.336 Personen.

## Geschichte
Gegründet am 15. Juli 1579, ist Coamo die drittälteste Siedlung der Zeit nach der europäischen Kolonisation der Insel (nach San Juan im Norden und San Germán im Westen). Um 1582 lebten bereits zwanzig Familien in Coamo, in der gleichen Gegend, in der die Taíno ihr Dorf Guayama hatten. Coamo wurde 1616 offiziell zu einer Stadt und erhielt 1778 durch ein königliches Dekret den Titel „Villa“.
Coamo war das administrative Zentrum, das den größten Teil der südlichen Hälfte der Insel während der frühen Kolonialzeit umfasste. Als die Landwirtschaft und die Zuckerindustrie wuchsen und zu den Hauptstützen der Wirtschaft der Kolonie wurden, teilte sich die Provinz schließlich in mehrere verschiedene Gemeinden auf, und das administrative Zentrum der Region verlagerte sich später nach Westen in die Küstenstadt Ponce.
Coamo ist die Heimat einer Reihe natürlicher heißer Quellen namens Los Baños de Coamo. Es wurde einst gemunkelt, dass diese Quellen der legendäre „Jungbrunnen“ von Juan Ponce de León gewesen seien. Im frühen neunzehnten Jahrhundert wurde an der Stelle dieser Quellen ein System von Becken unterschiedlicher Tiefe, Größe und Temperatur errichtet, das den Kolonialherren als Kurort dienen sollte. 
Während der nordamerikanischen Invasion im Spanisch-Amerikanischen Krieg (1898) war dieser Ort der Schauplatz einer der entscheidenden Schlachten dieses Konflikts (die Schlacht von Coamo). Die amerikanischen Truppen nahmen die Insel in Besitz, und der Kurort wurde anschließend aufgegeben. Obwohl der Ort fast das ganze 20. Jahrhundert über in Ruinen lag, war er weiterhin ein Wahrzeichen für die Coameños, die oft in seinem heilenden Thermalwasser badeten. Die Pools sind noch erhalten, aber die alten Gebäude, die einst den Wohlstand der Insel und die Kolonialsoldaten beherbergten, sind verschwunden, mit Ausnahme der Überreste einer zentralen Mauerstruktur, die erhalten und in einen Brunnenhof auf dem Gelände eines beliebten Touristenhotels und Rastplatzes integriert wurde, der die alten spanischen Ruinen ersetzt hat.

## Gliederung
Die Gemeinde ist in 11 Barrios aufgeteilt:
1. Coamo Arriba
2. Coamo barrio-pueblo
3. Cuyón
4. Hayales
5. Los Llanos
6. Palmarejo
7. Pasto
8. Pedro García
9. Pulguillas
10. San Ildefonso
11. Santa Catalina

## Persönlichkeiten
- Bobby Capó (1922–1989), Sänger und Komponist
- Willie Rosario (* 1930), Musiker
- Madeline Millán, Schriftstellerin und Literaturprofessorin
- Pedro Espada (* 1953), Politiker
- Alejandro García Padilla (* 1971), Politiker